# Gigartinales
Gigartinales — порядок червоних водоростей із класу Florideophyceae.

## Роди
Порядок Gigartinales F. Schmitz, 1892
- Родина Acrotylaceae
  - Рід Acrotylus
  - Рід Amphiplexia
  - Рід Antrocentrum
  - Рід Binderella
  - Рід Claviclonium
  - Рід Hennedya
  - Рід Ranavalona
  - Рід Reinboldia
- Родина Areschougiaceae
  - Рід Anatheca
  - Рід Areschougia
  - Рід Axosiphon
  - Рід Erythroclonium
  - Рід Meristiella
  - Рід Neoareschougia
  - Рід Notophycus
  - Рід Reticulobotrys
  - Рід Rhabdonia
  - Рід Thysanocladia
- Родина Blinksiaceae
  - Рід Blinksia
- Родина Calosiphonaceae
  - Рід Bertholdia
  - Рід Calosiphonia
  - Рід Schmitzia
- Родина Catenellopsidaceae
  - Рід Catenellopsis
- Родина Caulacanthaceae
  - Рід Catenella
  - Рід Catenellocolax
  - Рід Caulacanthus
  - Рід Feldmannophycus
  - Рід Heringia
  - Рід Montemaria
  - Рід Sterrocladia
  - Рід Taylorophycus
- Родина Chondriellaceae
  - Рід Chondriella
- Родина Choreocolacaceae
  - Рід Leachiella
- Родина Corynocystaceae
  - Рід Corynocystis
- Родина Crossocarpaceae
  - Рід Crossocarpus
  - Рід Erythrophyllum
  - Рід Ionia
  - Рід Kallymeniopsis
  - Рід Velatocarpus
- Родина Cruoriaceae
  - Рід Cruoria
  - Рід Erythroclathrus
- Родина Cubiculosporaceae
  - Рід Cubiculosporum
- Родина Cystocloniaceae
  - Рід Acanthococcus
  - Рід Austroclonium
  - Рід Bifida
  - Рід Calliblepharis
  - Рід Ciliaria
  - Рід Craspedocarpus
  - Рід Cystoclonium
  - Рід Dictyopsis
  - Рід Erythronaema
  - Рід Fimbrifolium
  - Рід Gloiophyllis
  - Рід Hypnea
  - Рід Hypneocolax
  - Рід Leptophyllium
  - Рід Peltasta
  - Рід Rhodophyllis
  - Рід Stictophyllum
  - Рід Stictosporum
- Родина Dicranemataceae
  - Рід Dicranema
  - Рід Pinnatiphycus
  - Рід Reptataxis
  - Рід Tenaciphyllum
  - Рід Tylotus
- Родина Dumontiaceae
  - Рід Andersoniella
  - Рід Borrichius
  - Рід Constantinea
  - Рід Cryptosiphonia
  - Рід Dasyphloea
  - Рід Dilsea
  - Рід Dudresnaya
  - Рід Dumontia
  - Рід Farlowia
  - Рід Gibsmithia
  - Рід Hyalosiphonia
  - Рід Kraftia
  - Рід Leptocladia
  - Рід Litharthron
  - Рід Masudaphycus
  - Рід Neodilsea
  - Рід Orculifilum
  - Рід Pikea
  - Рід Rhodopeltis
  - Рід Thuretellopsis
  - Рід Waernia
  - Рід Weeksia
- Родина Endocladiaceae
  - Рід Acanthobolus
  - Рід Endocladia
  - Рід Gloiopeltis
- Родина Furcellariaceae
  - Рід Fastigiaria
  - Рід Furcellaria
  - Рід Halarachnion
  - Рід Neurocaulon
  - Рід Opuntiella
  - Рід Turnerella
- Родина Gainiaceae
  - Рід Gainia
- Родина Gigartinaceae
  - Рід Chondracanthus
  - Рід Chondroclonium
  - Рід Chondrodictyon
  - Рід Chondrus
  - Рід Gigartina
  - Рід Iridaea
  - Рід Iridophycus
  - Рід Iridophycus
  - Рід Oncotylus
  - Рід Ostiophyllum
  - Рід Polymorpha
  - Рід Psilophycus
  - Рід Rhodoglossum
  - Рід Sarcothalia
- Родина Gloiosiphoniaceae
  - Рід Baylesia
  - Рід Capillaria
  - Рід Gloeophycus
  - Рід Gloiosiphonia
  - Рід Peleophycus
  - Рід Plagiospora
  - Рід Rhododiscus
  - Рід Thuretella
- Родина Haemeschariaceae
  - Рід Haemescharia
- Родина Hypneaceae
  - Рід Merrifieldia
- Родина Kallymeniaceae
  - Рід Austrophyllis
  - Рід Austropugetia
  - Рід Beringia
  - Рід Callocolax
  - Рід Callophyllis
  - Рід Cirrulicarpus
  - Рід Crossocarpus
  - Рід Ectophora
  - Рід Erythrophyllum
  - Рід Euhymenia
  - Рід Euthora
  - Рід Glaphyrymenia
  - Рід Hommersandia
  - Рід Hormophora
  - Рід Ionia
  - Рід Kallymenia
  - Рід Kallymeniopsis
  - Рід Lecithites
  - Рід Leniea
  - Рід Meredithia
  - Рід Nereoginkgo
  - Рід Polycoelia
  - Рід Psaromenia
  - Рід Pugetia
  - Рід Rhizopogonia
  - Рід Rhodocladia
  - Рід Salishia
  - Рід Stauromenia
  - Рід Thamnophyllis
  - Рід Varimenia
  - Рід Velatocarpus
- Родина Mychodeaceae
  - Рід Ectoclinium
  - Рід Mychodea
- Родина Mychodeophyllaceae
  - Рід Mychodeophyllum
- Родина Nizymeniaceae
  - Рід Amylophora
  - Рід Nizymenia
  - Рід Stenocladia
- Родина Phacelocarpaceae
  - Рід Ctenodus
  - Рід Euctenodus
  - Рід Phacelocarpus
- Родина Phyllophoraceae
  - Рід Actinococcus
  - Рід Ahnfeltiopsis
  - Рід Archestenogramma
  - Рід Besa
  - Рід Ceratocolax
  - Рід Coccotylus
  - Рід Epiphylla
  - Рід Erythrodermis
  - Рід Gymnogongrus
  - Рід Lukinia
  - Рід Mastocarpus
  - Рід Microgongrus
  - Рід Ozophora
  - Рід Pachycarpus
  - Рід Petrocelis
  - Рід Petroglossum
  - Рід Phyllophora
  - Рід Phyllotylus
  - Рід Prolifera
  - Рід Reingardia
  - Рід Schottera
  - Рід Stenogramma
- Родина Polyidaceae
  - Рід Polyides
- Родина Rhizophyllidaceae
  - Рід Chondrococcus
  - Рід Contarinia
  - Рід Nesophila
  - Рід Ochtodes
  - Рід Portieria
  - Рід Rhizophyllis
- Родина Rissoellaceae
  - Рід Rissoella
- Родина Schmiziellaceae
  - Рід Schmitziella
- Родина Solieriaceae
  - Рід Agardhiella
  - Рід Betaphycus
  - Рід Eucheuma
  - Рід Euryomma
  - Рід Flahaultia
  - Рід Gardneriella
  - Рід Kappaphycus
  - Рід Melanema
  - Рід Meristotheca
  - Рід Neoagardhiella
  - Рід Placentophora
  - Рід Sarcodiotheca
  - Рід Sarconema
  - Рід Solieria
  - Рід Tikvahiella
  - Рід Wurdemannia
- Родина Sphaerococcaceae
  - Рід Coronopifolia
  - Рід Rhynchococcus
  - Рід Sphaerococcus
- Родина Tichocarpaceae
  - Рід Tichocarpus